# Synallactes mollis
Synallactes mollis is een zeekomkommer uit de familie Synallactidae.
De wetenschappelijke naam van de soort werd in 1952 gepubliceerd door Gustave Cherbonnier.